# Paz de Busza

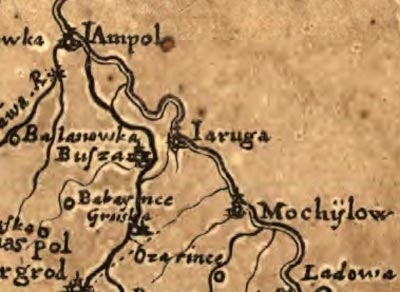
Busza no mapa de Beauplan de 1648. Note-se que o sul está para cima neste mapa.

A Paz de Busza (Busha, Bose) ou Tratado de Jaruga foi um tratado negociado por Stanisław Żółkiewski da Comunidade Polaco-Lituana (República das Duas Nações) e Iskender Pasha do Império Otomano em Busza (Bose) perto dos rios Jaruga e Dniester em 23 de setembro de 1617. Os exércitos polaco e otomano encontraram-se e decidiram negociar em vez de combater. Neste tratado de paz, a Comunidade Polaco-Lituana concordou em ceder Chocim aos otomanos e parar a interferência na Moldávia no que ficou conhecido como Guerras dos Magnatas da Moldávia.
Este tratado de 1617 estabeleceu que a Polónia não deveria interferir nos assuntos internos dos vassalos otomanos na Transilvânia, Moldávia e Valáquia, a Comunidade deveria prevenir os cossacos de percorrer terras no Império Otomano, e ceder Chocim. Em troca, o Império Otomano prometeu parar os raides dos Tártaros. O Império Otomano também tinha o direito de interferir na Transilvânia, Moldávia e Valáquia e escolher quem governava a região.
O tratado seria violado por ambas as partes, já que cossacos e tártaros continuaram a saquear as terras de fronteira. Isto conduziria a nova guerra, mas o status quo da paz de Busza seria confirmado depois da Guerra Polaco-Otomana (1620-1621) pelo Tratado de Chocim.